# (nendest) narkootikumidest ei tea me (küll) midagi
Chansons représentant l'Estonie au Concours Eurovision de la chanson
Bridges de Alika
(2023)
(nendest) narkootikumidest ei tea me (küll) midagi est une chanson du groupe de hip-hop estonien 5miinust et du groupe de nu-folk estonien Puuluup. À la suite de sa victoire lors de l'Eesti Laul 2024, elle est sélectionnée pour représenter l'Estonie au  Concours Eurovision de la chanson 2024.

## Composition
La chanson est composée par les membres de Puuluup : Marko Veisson et Ramo Teder, et  est écrite par les membres de 5miinust : Estoni Kohver, Päevakoer, Põhja-Korea et Lancelot, ainsi que Kim Wennerström.
Après la victoire de la chanson à Eesti Laul 2024, Kohver a fait part de son intention de modifier les paroles de la chanson pour le Concours Eurovision de la chanson 2024.

## Promotion

### Eesti Laul 2024
Le radiodiffuseur estonien Eesti Rahvusringhääling (ERR) a annoncé la reconduction de l'Eesti Laul comme moyen de sélection de l'entrée estonienne pour l'Eurovision 2024. Cette éditon 2024 est la seizième édition de la finale nationale et se compose d'une demi-finale qui se déroule le 20 janvier 2024 et est séparée en 2 tours et d'une grande finale qui quant à elle a lieu le 17 février 2024. La demi-finale comprend 15 candidats : au premier tour, 3 candidats sont sélectionnés par un vote 50/50 du télévote et des jurys et décrochent leur place pour la grande finale avec cinq autres participants automatiquement sélectionnés. Au second tour, les 12 chansons restantes se disputent deux places, sélectionnées par le télévote. Lors de la finale, un vote 50/50 du télévote et des jurys a permis de sélectionner les trois meilleures chansons, qui atteignent la superfinale, puis lors de la superfinale, un télévote seul a déterminé le grand gagnant du concours.
La chanson (Nendest) narkootikumidest ei tea me (küll) midagi a été annoncée pour participer au concours le 6 novembre 2023. Elle se produit en première  lors de la demi-finale et se qualifie pour la finale. Lors de la finale, elle se produit en neuvième position et se qualifie pour la superfinale, qu'elle remporte avec 26 422 voix, soit plus du double de la deuxième place, lui permettant ainsi d'être sélectionnée pour représenter l'Estonie au Concours Eurovision de la chanson 2024.

### A l'Eurovision
Lors du tirage au sort des demi-finales le 30 janvier 2024, l'Estonie a été placée dans la deuxième partie de la deuxième demi-finale à laquelle voteront l'Espagne, la France, l'Italie ainsi que le reste du monde. À l'issue de celle-ci, elle s'est qualifiée pour la finale du 11 mai, durant laquelle elle termine à la 19e place sur 25 participants.
Avec ses 50 caractères, le titre de la chanson devient le plus long de l'histoire du concours détrônant ainsi Valentina Monetta représentante de Saint-Marin et sa chanson de 2012 The Social Network Song (Oh Oh – Uh – Oh Oh), 44 caractères.